# Eugenia koolauensis
Eugenia koolauensis е вид растение от семейство Миртови (Myrtaceae). Видът е застрашен от изчезване.

## Разпространение
Разпространен е в САЩ.